# Хлібні крихти
«Хлібні крихти» (ісп. Migas de pan) — уругвайсько-іспанський драматичний фільм, знятий Манане Родрігес. Прем'єра стрічки в Урагваї відбулась 14 серпня 2016 року. Фільм розповідає про жінку, яка стикається з дилемою: підтримати колективну справу жінок-ув'язнених, яких зґвалтували за часи диктатури в Уругваї або помиритися з сином і спокійно жити, як мати та бабуся.
Фільм був висунутий Уругваєм на премію «Оскар» за найкращий фільм іноземною мовою.

## У ролях
- Жустіна Бустос — Ліліана
- Сесілія Рот — Ліліана (у молодому віці)
- Марія Пухальте
- Соня Мендес
- Пачі Біскерт